# 미즈타니 지쓰오
미즈타니 지쓰오(일본어: 水谷 実雄, 1947년 11월 19일 ~ )는 일본의 전 프로 야구 선수이자 야구 지도자, 야구 해설가·평론가이다.

## 인물

### 선수 시절
미야자키 현립 미야자키 상업고등학교 2학년 때인 1964년, 팀의 에이스이자 4번 타자로서 제46회 전국 고등학교 야구 선수권 대회에 출전하였고 1965년 말 열린 프로 야구 드래프트 4순위로 히로시마 카프에 투수로서 입단했다. 그러나 갑작스런 신장병을 앓아 병원에 입원하면서 프로 1년째의 스프링 캠프에는 불참했다. 그 후 ‘진 짱’(ジンちゃん)이라는 별명을 얻으면서 사랑받았다.
2년째인 1967년에는 외야수로 전향하였지만 수비가 능숙하지 않아서 2군에서의 생활이 당분간 계속돼 전력외 선수로 분류되었다. 그러나 우에다 도시하루, 세키네 준조 등의 코칭 스태프들로부터 지도를 받는 등 1970년에 1군에 합류했다.
1975년에 히로시마가 창단 이후 첫 우승을 제패할 당시에 위닝볼을 잡았고 1978년에 수위 타자 타이틀을 차지해 야마모토 고지나 기누가사 사치오 등과 같은 팀내 중심 타자들과 함께 ‘빨간 헬멧’ 황금 시대를 이끌었다. 방망이의 헤드부분을 투수를 향해 위협할 준비를 취하면서 투수의 구종을 읽고, 공을 마음껏 흔들어서 치는 것이 승부에 강한 타격이 주특기였다.
그 후에도 부동의 5번 타자로서 활약했지만 팀이 정규 시즌 4위로 끝난 1982년 시즌 종료 후 당시 고바 다케시 감독이 팀의 미래를 위해 젊은 선수들을 중심으로 기용하겠다는 방침에 따라 가토 히데지와의 대형 트레이드에 의해 한큐 브레이브스에 이적했다. 한큐 브레이브스 이적 후인 1983년에는 새로 입단한 외국인 선수 부머 웰스를 그대로 두면서 4번·지명타자를 맡아 130경기에 모두 출전하는 등 114타점을 기록하며 타점왕 타이틀을 획득한 것 외에도 시즌 36홈런을 기록하는 등 자신으로서는 처음으로 시즌 30홈런을 넘겼다.
그러나 이듬해 1984년 롯데 오리온스와의 개막전에서 쓰치야 마사카쓰로부터 머리 부분에 사구를 받아 반고리관 골절이라는 진단을 받고 장기 결장했다. 여름에는 1군에 다시 복귀했지만 부상으로 인한 후유증 때문에 타격은 되살아나지 못했고 이듬해 1985년 시즌 끝으로 현역에서 은퇴, 1984년과 1985년 시즌에는 만족스러운 결과를 남기지 못했다.

### 그 후
은퇴 후 1986년에는 간사이 TV의 야구 해설위원을 거쳐 한큐 브레이브스(1987년 ~ 1988년), 히로시마 도요 카프(1989년 ~ 1993년), 긴테쓰 버펄로스(1994년 ~ 1995년), 후쿠오카 다이에 호크스(1996년 ~ 1997년), 주니치 드래곤스(1998년 ~ 2001년), 한신 타이거스(2003년 ~ 2006년) 등 여러 구단에서 타격 코치를 역임했다. 긴테쓰 코치 시절인 1995년 시즌 중에 스즈키 게이시 감독이 성적 부진으로 사임한 것에 의해 감독 대행을 시즌 종료까지 맡았다.
이전에는 코치로서 다카하시 사토시(한큐), 에토 아키라, 마에다 도모노리, 가네모토 도모아키(이상 히로시마), 나카무라 노리히로(긴테쓰), 조지마 겐지, 마쓰나카 노부히코(이상 다이에), 이바타 히로카즈, 후쿠도메 고스케(이상 주니치) 등 수많은 타자들을 지도했다. 독신자 숙소에 거주하면서 스파르타식 타격 지도를 하는 등 코치로서의 평가는 높았지만 그 한편으로 스파르타식 지도에 반발한 선수도 많다고 한다.
히로시마 코치 시절인 1990년 5월, 히로시마의 2군 팀이 오릭스 브레이브스 2군팀과의 웨스턴 리그 공식전에서 맞대결을 펼쳐 오릭스 2군 감독 후쿠모토 유타카(미즈타니와 현역 시절의 동료이자 동갑내기로 친했다)가 당시 고졸 신인이던 마에다 도모노리를 높게 평가해 후쿠모토로부터 1군에 승격시켜달라는 내용의 전화를 받아 조언을 받기도 했다. 미즈타니는 1군 감독이던 야마모토 고지에게 추천, 마에다는 1군에 승격할 수 있었다.
2006년 시즌 종료 후 한신 타이거스 2군 코치직에서 물러나 퇴단했고 이후 니시노미야시 고토엔에 소재하고 있는 음식점 경영을 했다. 2011년부터 데일리 스포츠 고베 본사의 전속 야구 평론가로서 활동했다.
2013년에는 한신의 1군 타격 수석 코치로 발탁돼 7년 만에 현장으로 복귀했고 같은 해 10월 14일, 코치직에서 물러나겠다는 의사를 구단에게 전달하면서 퇴단했다.

## 상세 정보

### 출신 학교
- 미야자키 현립 미야자키 상업고등학교

### 선수 경력
- 히로시마 카프·히로시마 도요 카프(1966년 ~ 1982년)
- 한큐 브레이브스(1983년 ~ 1985년)

### 지도자·기타 경력
- 간사이 TV 야구 해설위원(1986년)
- 한큐 브레이브스 타격 코치(1987년 ~ 1988년)
- 히로시마 도요 카프 타격 코치(1989년 ~ 1993년)
- 긴테쓰 버펄로스 1군 타격 코치(1994년 ~ 1995년 8월 8일)
- 긴테쓰 버펄로스 감독 대행(1995년 8월 9일 ~ 1995년 시즌 종료)
- 후쿠오카 다이에 호크스 타격 코치(1996년 ~ 1997년)
- 주니치 드래곤스 2군 타격 코치(1998년 ~ 2001년)
- 한신 타이거스 2군 타격 코치(2003년 ~ 2005년)
- 한신 타이거스 2군 육성 코치(2006년)
- 데일리 스포츠 야구 평론가(2011년 ~ 2012년)
- 한신 타이거스 1군 타격 수석 코치(2013년)

### 수상·타이틀 경력

#### 타이틀
- 수위 타자 : 1회(1978년)
- 타점왕 : 1회(1983년)

#### 수상
- 베스트 나인 : 1회(1971년)
- 일본 시리즈 우수 선수상 : 1회(1979년)

### 개인 기록

#### 첫 기록
- 첫 출장 : 1966년 9월 30일, 대 다이요 웨일스 25차전(히로시마 시민 구장), 9회말에 이마즈 미쓰오의 대타로서 출장
- 첫 타석 : 상동, 9회말에 다카하시 시게유키 앞에서 삼진
- 첫 안타 : 1967년 10월 8일, 대 다이요 웨일스 27차전(히로시마 시민 구장), 11회말에 아니야 소하치의 대타로서 출장, 오이카와 노부지로부터 단타
- 첫 선발 출장 : 1967년 10월 19일, 대 산케이 아톰스 27차전(히로시마 시민 구장), 7번·3루수로서 선발 출장
- 첫 홈런·첫 타점 : 1969년 8월 9일, 대 요미우리 자이언츠 16차전(고라쿠엔 구장), 8회초에 와타나베 히데타케로부터 좌월 솔로 홈런
- 첫 도루 : 1970년 5월 13일, 대 다이요 웨일스 4차전(히로시마 시민 구장)

#### 기록 달성 경력
- 통산 100홈런 : 1978년 6월 25일, 대 요미우리 자이언츠 13차전(히로시마 시민 구장), 3회말에 호리우치 쓰네오로부터 중월 솔로 홈런 ※역대 96번째
- 통산 1000경기 출장 : 1978년 8월 12일, 대 야쿠르트 스왈로스 18차전(히로시마시민 구장), 5번·1루수로서 선발 출장 ※역대 203번째
- 통산 1000안타 : 1980년 4월 18일, 대 야쿠르트 스왈로스 1차전(메이지 진구 야구장), 7회초에 야스다 다케시로부터 ※역대 115번째
- 통산 150홈런 : 1980년 7월 8일, 대 요미우리 자이언츠 13차전(히로시마 시민 구장), 5회말에 니시모토 다카시로부터 좌월 솔로 홈런 ※역대 56번째
- 통산 200홈런 : 1982년 8월 15일, 대 주니치 드래건스 21차전(나고야 구장), 1회초에 미야코 유지로로부터 좌월 2점 홈런 ※역대 38번째
- 통산 1500경기 출장 : 1982년 9월 2일, 대 주니치 드래건스 24차전(히로시마 시민 구장), 5번·1루수로서 선발 출장 ※역대 72번째
- 통산 1500안타 : 1984년 6월 21일, 대 세이부 라이온스 16차전(헤이와다이 구장), 3회말에 이시이 다케시로부터 우전 안타 ※역대 49번째

#### 기타
- 올스타전 출장 : 1회(1971년)

### 등번호
- 38(1966년 ~ 1970년)
- 4(1971년 ~ 1985년)
- 63(1987년 ~ 1988년)
- 84(1989년 ~ 1993년)
- 72(1994년 ~ 1995년)
- 87(1996년 ~ 1997년)
- 71(1998년 ~ 2001년)
- 73(2003년 ~ 2006년)
- 70(2013년)

### 연도별 타격 성적
| 연 도       | 소 속       | 경 기 | 타 석 | 타 수 | 득 점 | 안 타 | 2 루 타 | 3 루 타 | 홈 런 | 루 타 | 타 점 | 도 루 | 도 루 자 | 희 생 번 | 희 생 플 | 볼 넷 | 고 4 | 사 구 | 삼 진 | 병 살 타 | 타 율 | 출 루 율 | 장 타 율 | O P S |
| ----------- | ----------- | ----- | ----- | ----- | ----- | ----- | ------- | ------- | ----- | ----- | ----- | ----- | -------- | -------- | -------- | ----- | ---- | ----- | ----- | -------- | ----- | -------- | -------- | ----- |
| 1966년      | 히로시마    | 1     | 1     | 1     | 0     | 0     | 0       | 0       | 0     | 0     | 0     | 0     | 0        | 0        | 0        | 0     | 0    | 0     | 1     | 0        | .000  | .000     | .000     | .000  |
| 1967년      | 히로시마    | 3     | 5     | 4     | 0     | 1     | 0       | 0       | 0     | 1     | 0     | 0     | 0        | 0        | 0        | 1     | 0    | 0     | 0     | 0        | .250  | .400     | .250     | .650  |
| 1969년      | 히로시마    | 37    | 57    | 51    | 4     | 13    | 1       | 0       | 1     | 17    | 1     | 0     | 0        | 0        | 0        | 6     | 0    | 0     | 14    | 1        | .255  | .333     | .333     | .667  |
| 1970년      | 히로시마    | 106   | 248   | 234   | 16    | 57    | 6       | 0       | 7     | 84    | 25    | 5     | 5        | 5        | 2        | 4     | 0    | 3     | 35    | 4        | .244  | .263     | .359     | .622  |
| 1971년      | 히로시마    | 125   | 524   | 481   | 64    | 136   | 22      | 2       | 9     | 189   | 45    | 14    | 6        | 5        | 2        | 29    | 2    | 7     | 39    | 11       | .283  | .331     | .393     | .724  |
| 1972년      | 히로시마    | 109   | 372   | 344   | 38    | 90    | 13      | 0       | 12    | 139   | 49    | 7     | 1        | 4        | 2        | 21    | 3    | 1     | 44    | 8        | .262  | .304     | .404     | .708  |
| 1973년      | 히로시마    | 102   | 267   | 251   | 18    | 58    | 10      | 1       | 7     | 91    | 29    | 1     | 1        | 1        | 0        | 12    | 0    | 3     | 32    | 7        | .231  | .274     | .363     | .637  |
| 1974년      | 히로시마    | 77    | 224   | 205   | 21    | 51    | 10      | 1       | 6     | 81    | 16    | 0     | 3        | 0        | 1        | 16    | 2    | 2     | 31    | 10       | .249  | .308     | .395     | .703  |
| 1975년      | 히로시마    | 121   | 389   | 358   | 29    | 102   | 14      | 1       | 13    | 157   | 37    | 5     | 1        | 5        | 3        | 22    | 5    | 1     | 39    | 10       | .285  | .326     | .439     | .764  |
| 1976년      | 히로시마    | 118   | 406   | 360   | 55    | 111   | 18      | 2       | 26    | 211   | 73    | 3     | 6        | 3        | 2        | 40    | 8    | 1     | 42    | 14       | .308  | .377     | .586     | .863  |
| 1977년      | 히로시마    | 119   | 444   | 404   | 53    | 126   | 31      | 2       | 13    | 200   | 50    | 2     | 4        | 0        | 3        | 35    | 3    | 2     | 46    | 13       | .312  | .367     | .495     | .862  |
| 1978년      | 히로시마    | 119   | 441   | 402   | 60    | 140   | 23      | 0       | 25    | 238   | 75    | 2     | 3        | 0        | 3        | 33    | 2    | 3     | 48    | 8        | .348  | .399     | .592     | .991  |
| 1979년      | 히로시마    | 125   | 465   | 408   | 48    | 106   | 9       | 0       | 23    | 184   | 69    | 2     | 1        | 0        | 4        | 53    | 1    | 0     | 77    | 10       | .260  | .342     | .451     | .793  |
| 1980년      | 히로시마    | 116   | 408   | 352   | 35    | 95    | 5       | 1       | 22    | 168   | 61    | 0     | 0        | 0        | 1        | 54    | 3    | 1     | 72    | 11       | .270  | .368     | .477     | .845  |
| 1981년      | 히로시마    | 126   | 488   | 427   | 55    | 144   | 22      | 0       | 23    | 235   | 82    | 1     | 0        | 1        | 6        | 51    | 4    | 3     | 55    | 12       | .337  | .407     | .550     | .957  |
| 1982년      | 히로시마    | 119   | 444   | 403   | 40    | 122   | 25      | 0       | 18    | 201   | 63    | 0     | 1        | 0        | 2        | 38    | 3    | 1     | 57    | 12       | .303  | .363     | .499     | .861  |
| 1983년      | 한큐        | 130   | 545   | 480   | 67    | 139   | 18      | 0       | 36    | 265   | 114   | 2     | 2        | 0        | 7        | 58    | 3    | 0     | 83    | 8        | .290  | .361     | .552     | .914  |
| 1984년      | 한큐        | 63    | 185   | 160   | 14    | 29    | 3       | 0       | 3     | 41    | 20    | 0     | 1        | 0        | 4        | 19    | 0    | 2     | 42    | 6        | .181  | .270     | .256     | .527  |
| 1985년      | 한큐        | 13    | 24    | 24    | 0     | 2     | 0       | 0       | 0     | 2     | 0     | 0     | 0        | 0        | 0        | 0     | 0    | 0     | 4     | 1        | .083  | .083     | .083     | .167  |
| 통산 : 19년 | 통산 : 19년 | 1729  | 5937  | 5349  | 617   | 1522  | 230     | 10      | 244   | 2504  | 809   | 44    | 35       | 24       | 42       | 492   | 39   | 30    | 761   | 146      | .285  | .346     | .468     | .814  |

- 굵은 글씨는 시즌 최고 성적.
- 1968년은 1군 출장 없음.

## 참고 자료
- 《FLASH》 2012년 10월 2일자(통권 1207호, 2012년 9월 19일 발매, 고분샤 발행)